# Zehdenicker Rathaus

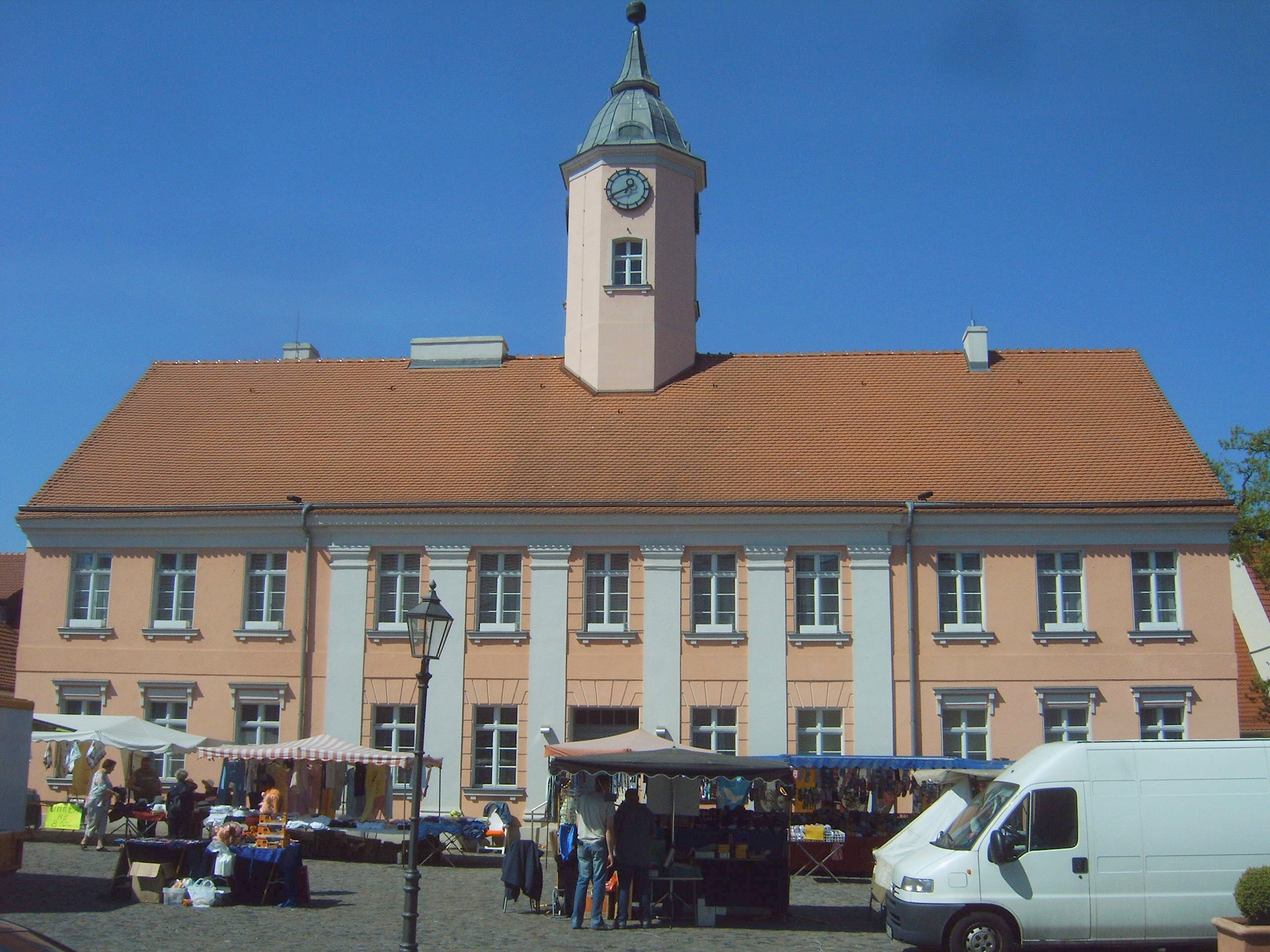
Rathaus der Stadt Zehdenick – Ostseite

Das Zehdenicker Rathaus ist das Rathaus der Stadt Zehdenick in Brandenburg.
Es befindet sich an der Westseite des Marktplatzes der Stadt und entstand in den Jahren 1801 bis 1803. Die ursprüngliche Bebauung der Stadt war durch einen Stadtbrand im Jahr 1801 zerstört worden. Im Stil des Klassizismus entstand ein zweigeschossiger Putzbau mit Satteldach, der 1838 noch um zwei Achsen erweitert wurde. Die Hauptfront verfügt jetzt über insgesamt elf Achsen, hiervon fünf Mittelachsen. Die Mittelachsen werden durch Kolossalpilaster hervorgehoben. Fensterbedachungen und Gesimse gliedern die Fassade sparsam. Auf dem Dach befindet sich ein achtseitiger mit Schweifhaube versehener Uhrenturm.
Umfangreichere Restaurierungen des unter Denkmalschutz stehenden Gebäudes fanden in den Jahren 1968/69 und bis 1999 statt.